# Aloe gillettii
Aloe gillettii ist eine Pflanzenart der Gattung der Aloen in der Unterfamilie der Affodillgewächse (Asphodeloideae). Das Artepitheton gilletti ehrt den britischen Botaniker Jan Bevington Gillett.

## Beschreibung

### Vegetative Merkmale
Aloe gillettii wächst stammbildend und ist spärlich verzweigt. Die niederliegenden Stämme weisen eine Länge von etwa 30 Zentimeter auf und sind 5 bis 10 Millimeter dick. Die linealisch-lanzettlichen Laubblätter bilden lockere Rosetten. Die dunkel graugrüne Blattspreite ist bis zu etwa 15 Zentimeter lang und 1,5 Zentimeter breit. Auf ihr befinden sind viele weißliche Flecken. Die knorpeligen Zähne am Blattrand sind 1 Millimeter lang und stehen 3 bis 5 Millimeter voneinander entfernt. Der Blattsaft ist trocken purpurfarben.

### Blütenstände und Blüten
Der einfache Blütenstand erreicht eine Länge von bis zu 25 Zentimeter. Die lockeren Trauben sind 3 bis 5 Zentimeter lang und bestehen aus acht bis zwölf Blüten. Die eiförmig spitz zulaufenden, weißen Brakteen weisen eine Länge von 4 bis 5 Millimeter auf und sind 2 Millimeter breit. Die korallenroten, grün gespitzten Blüten stehen an bis zu etwa 10 Millimeter langen Blütenstielen. Die Blüten sind 20 bis 26 Millimeter lang. Auf Höhe des Fruchtknotens weisen die Blüten einen Durchmesser von 7 Millimeter auf. Ihre äußeren Perigonblätter sind auf einer Länge von 6 bis 8 Millimetern nicht miteinander verwachsen. Die Staubblätter und der Griffel ragen etwa 2,5 Millimeter aus der Blüte heraus.

### Genetik
Die Chromosomenzahl beträgt {\displaystyle 2n=14}.

## Systematik und Verbreitung
Aloe gillettii ist im Nordosten von Somalia im Buschland auf felsigen Kalkhängen in Höhen von 1340 bis 1650 Metern verbreitet.
Die Erstbeschreibung durch Susan Carter wurde 1994 veröffentlicht.

## Nachweise